# Паллотта, Габриэлла
Габриэлла Паллотта (итал. Gabriella Pallotta) (род. 6 октября 1938) — итальянская актриса
.

## Биография
Училась в консерватории. В 1955 году участвовала в прослушивании и кастинге фильма Витторио Де Сика «Крыша» (1956). Фильм стал дебютом Габриэллы Паллотты в кино, исполнение роли Луизы было отмечено премией «Noce D’oro» за лучший кинодебют 1956 года. Снималась в фильмах Микеланджело Антониони, Марио Моничелли, Стено, Мауро Болоньини, Кристиана-Жака, Тони Ричардсона, Джона Хьюстона. В 1963 году номинировалась на премию «Золотой глобус» за исполнение роли Росальбы Массимо в фильме Голубь, который захватил Рим (1962). Последняя работа в кино — «Смеётся тот, кто смеется последним / Ride bene … chi ride ultimo» (1977, реж Пино Карузо) Работала в театре и на ТВ. Завершила карьеру в 1977 году.

## Фильмография
- Крыша (1956)
- Крик (1957)
- Il medico e lo stregone (1957)
- Gli italiani sono matti (1958)
- Guardia, ladro e cameriera (1958)
- Anna di Brooklyn (1958)
- Valeria ragazza poco seria (1958)
- L’amico del giaguaro (1959)
- I cavalieri del diavolo (1959)
- Монголы (1961)
- Страшный суд (1961)
- Бездорожье (1961)
- Мадам Сан-Жен (1961)
- Голубь, который захватил Рим (1962)
- Колосс Рима (1964)
- Библия (1966)
- All’ombra delle aquile (1966)
- Il marinaio di Gibilterra (1967)
- Семь братьев Черви (1968)
- Vedove inconsolabili in cerca di… distrazioni (1969)
- L’arbitro (1974)
- Professore venga accompagnato dai suoi genitori (1974)
- Ride bene… chi ride ultimo (1977)